# Filips I van Croÿ (graaf van Porcéan)

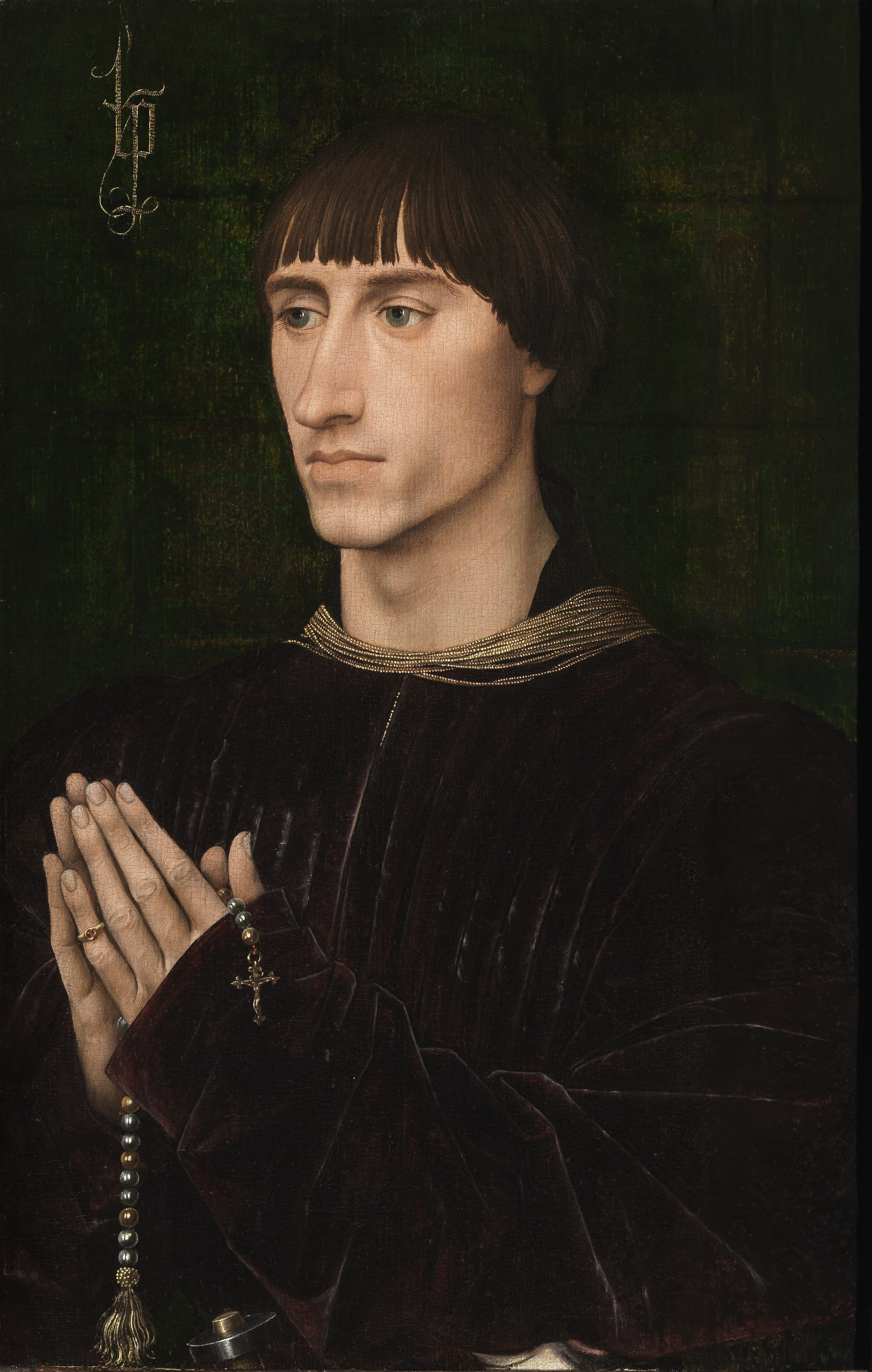
Filips I van Croÿ

Filips van Croÿ (ca. 1435 – 1511), graaf van Porcéan, heer van Aarschot, was een militair en staatsman in dienst van de Bourgondische hertogen.

## Levensbeschrijving
Hij was de zoon van Antoon de Grote en werd samen met Karel de Stoute opgevoed. Deze organiseerde in 1455 het huwelijk van Filips met Jacoba van Luxemburg, de dochter van Lodewijk van Saint-Pol. De graaf van Saint-Pol was tegen dit huwelijk gekant, maar werd voor voldongen feiten gesteld.
Toen de vijandelijkheden tussen Karel de Stoute en Lodewijk XI van Frankrijk in 1471 weer oplaaiden, koos hij samen met zijn schoonvader, die connétable van Frankrijk was, voor het Franse kamp en liep hij met 600 krijgslieden over.
In 1475 verzoende hij zich met Karel de Stoute. In 1477 werd hij in de Slag bij Nancy gevangengenomen. Nadien diende hij Maria van Bourgondië en arrangeerde haar verloving met Maximiliaan van Oostenrijk. Hij werd nog stadhouder van Valencijn en Henegouwen in 1482.

## Nakomelingen
Met Jacoba van Luxemburg had hij drie kinderen:
- Hendrik van Croÿ (†1514), graaf van Porcéan
- Anton van Croÿ, bisschop van Terwaan (†1495)
- Willem II van Croÿ (1458-1521), heer van Chièvres en Aarschot, adviseur van de latere keizer Karel